# 포르쉐 959
포르쉐 959(Porsche 959)는 포르쉐에서 제조한 고성능 스포츠카이다.

## 개요

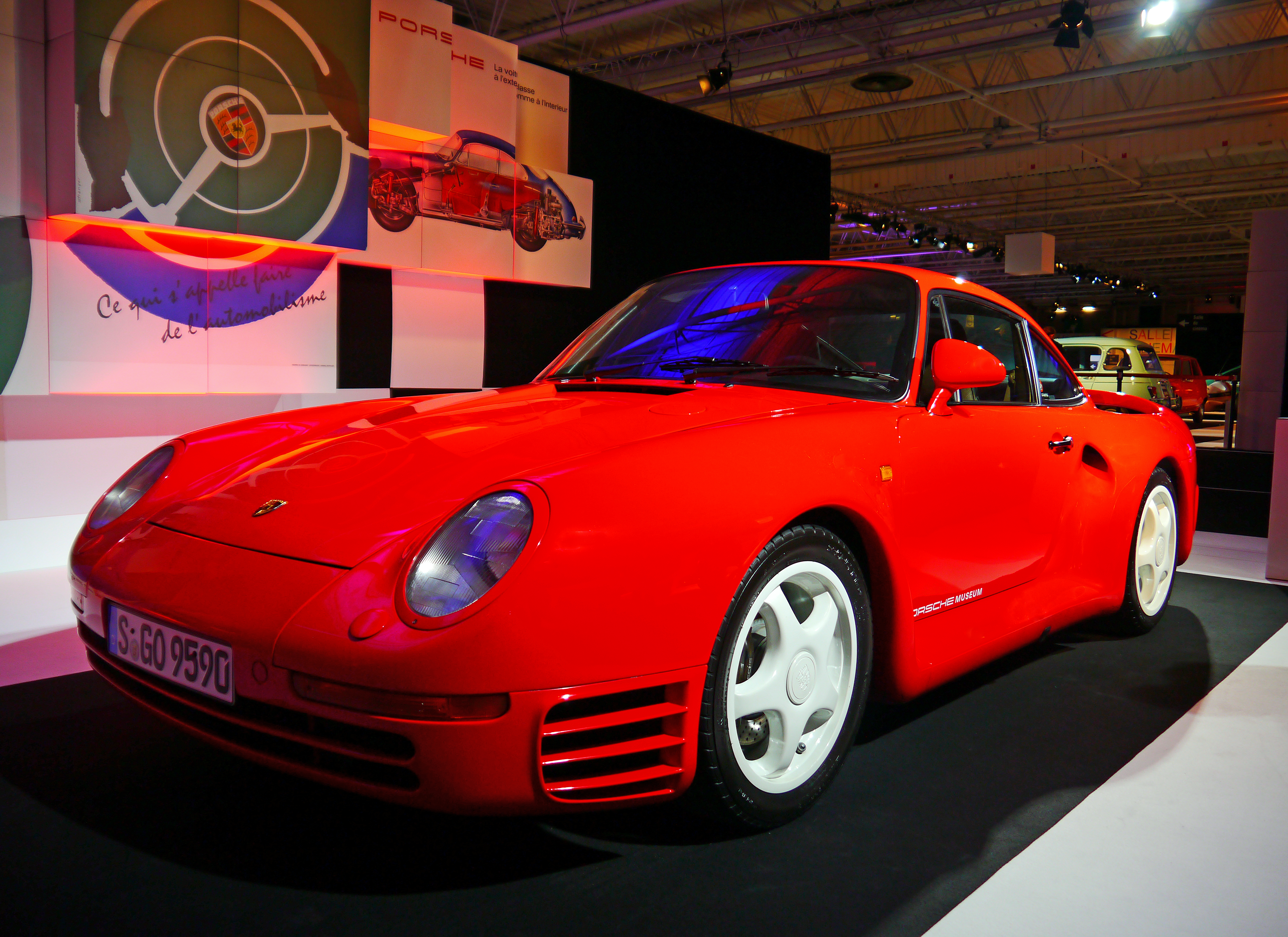
포르쉐 959 정측면

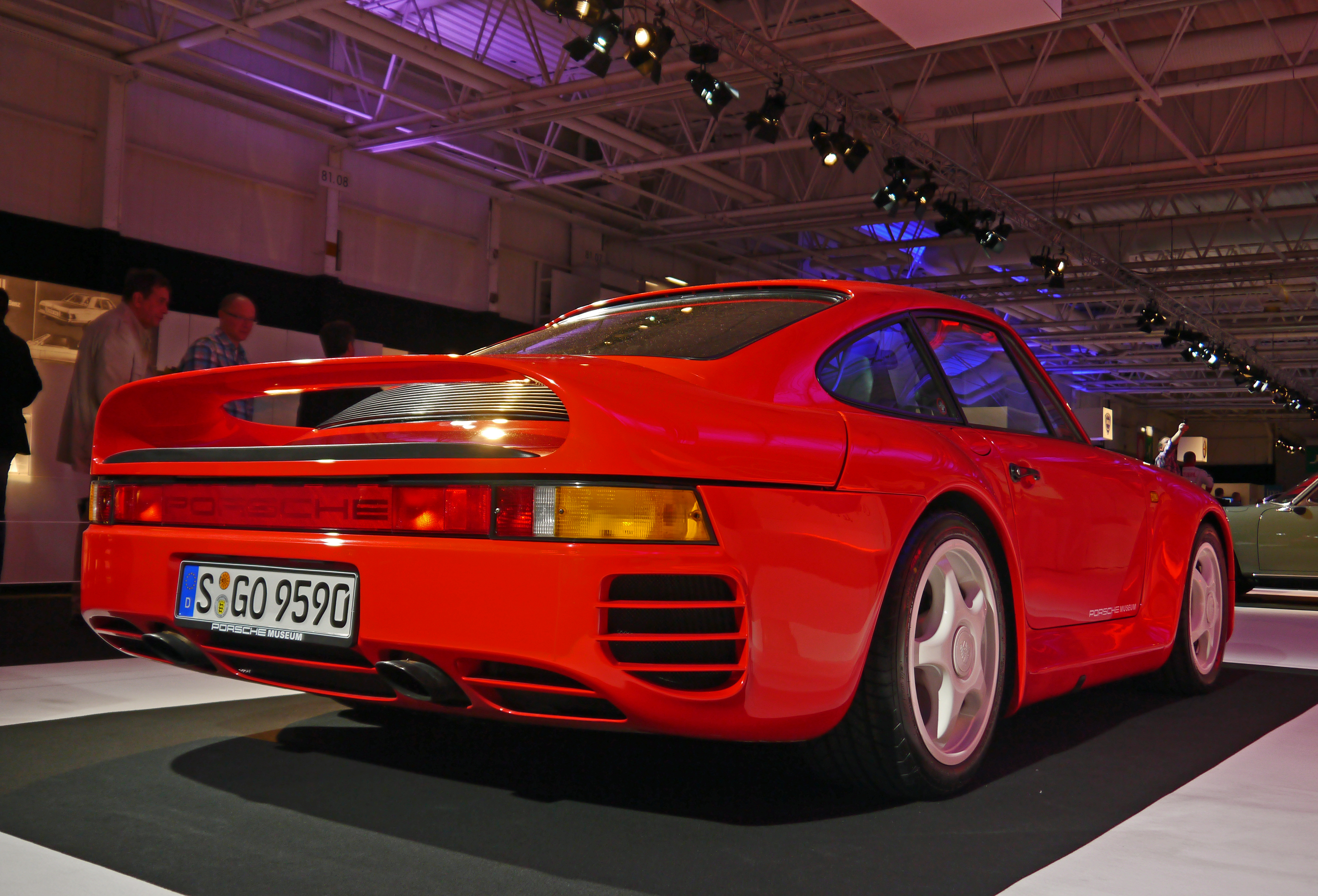
포르쉐 959 후측면

911 시리즈의 변형 차종으로, 1983년에 프랑크푸르트 모터쇼에서 그룹 B Study라는 이름으로 세상에 첫 선을 보였다. 1985년에는 다카르 랠리에 경주차 타입으로 만들어 출전시켜 포르쉐의 명성을 한 층 높이는 계기를 마련한다. 양산이 계속 지연되다가 결국 1987년에 마침내 양산에 들어간다. 포르쉐 차종 중 최초로 4륜구동을 얹은 차종으로 알려졌으며, 후에 이 기술은 964에 큰 영향을 주게됨과 동시에 오늘날에도 911이 4륜구동 시스템을 얹는 계기가 되었다. 수평 대향 6기통 2.8L 바이 터보 엔진을 얹어 최고 출력 450마력, 제로백 3.7초, 최고 속도 315km/h의 괴물 같은 성능을 냈다. 아라미드 섬유 강화 플라스틱 재질을 전면 에이프런에 적용하였고, 문과 본넷은 알루미늄으로 제조될 정도로 항공기 생산 기술이 집약되었다. 959의 등장은 페라리 F40가 출시되는 계기를 마련하여 슈퍼카 전쟁의 불씨를 당겼으며, 1989년에 단종될 때까지 단 337대만 생산되었다. 959의 메카니즘은 훗날 911 터보로 이어졌고, 지금도 911 터보는 세대를 거듭함에 따라 959를 능가하는 괴물 같은 성능을 여전히 과시하고 있다. 개체 수가 적어 진품으로는 보기 힘든데다, 부품 수급이 어려운 단점이 있다. 일부 911 오너들은 래플리카로 959를 재현하기도 했다. 959를 소장한 오너 중에는 빌 게이츠, 카라얀 등이 있었는데, 특히, 빌 게이츠와 폴 앨런은 미국 판매 사양으로 소장한 바 있다.